# Criminal Minds
Criminal Minds er en amerikansk forbrydelsesdramaserie, der havde premiere 22. september 2005 på CBS. Serien følger et team af såkaldte Profilers fra FBI's Behavioral Analysis Unit (BAU) i Quantico, Virginia. BAU er en del af FBI National Center for Analyse af voldsforbrydelser.
Criminal Minds adskiller sig fra mange andre krimidramaer ved at fokusere på den kriminelle i stedet for selve forbrydelsen. Serien er produceret af The Mark Gordon Company i samarbejde med ABC Studios og CBS Paramount Network Television.
Den 18. maj 2011, fornyede CBS serien til en syvende sæson, som havde premiere den 21. september 2011.
Criminal Minds blev 11. maj 2015 fornyet med endnu en sæson og sæson 11 havde premiere i september 2015.

## Baggrund
Oprindeligt var serien centreret om Jason Gideon (Mandy Patinkin), Aaron Hotchner (Thomas Gibson), og resten af BAU holdet. I den første sæson, består holdet af Elle Greenaway (Lola Glaudini), Derek Morgan (Shemar Moore), Dr. Spencer Reid (Matthew Gray Gubler), Jennifer Jareau eller "JJ" (Andrea Joy Cook) og Penelope Garcia (Kirsten Vangsness).
Da serien havde premiere, var Vangsness ikke en del af det faste cast, hun medvirkede som gæstestjerne.
I løbet af anden sæson forlod Greenaway serien efter sjette episode og blev erstattet i den niende episode af denne sæson af Emily Prentiss (Paget Brewster). I begyndelsen af den tredje sæson, forlod Gideon serien efter den anden episode og erstattes flere episoder senere af David Rossi (Joe Mantegna). Under den sjette sæson, forlader JJ serien efter den anden episode. En ny karakter Ashley Seaver (Rachel Nichols) bliver indført i sæson 6. Og senere i sjette sæson, forlader Prentiss serien. AJ Cook er tilbage i serien for at deltage i Brewster sidste episode, som "speciel gæstestjerne".
For den syvende sæson, blev det meddelt, at Cook har, underskrev en to årig kontrakt om at vende tilbage som en af serien regelmæssige medvirkende ved afslutningen af den sjette sæson og til begyndelsen af den syvende sæson og der blev også meddelt, at Brewster rent faktisk ville komme tilbage som Prentiss som en regelmæssigt medvirkende i serien for sæson syv. Nichols kontrakt blev ikke forlænget med sæson syv, hvilket betyder hun forlader serien. Moores og Gibson kontrakter blev fornyet.
BAU står for Behavioral Analysis Unit. Enheden er baseret i Quantico, Virginia, som bekræftes af Derek Morgan (Shemar Moore) i "Profiler Profiled."

## Figurer i serien
| Navn            | Skuespiller / skuespillerinde | Beskæftigelse                                         | Sæson   | Sæson | Sæson | Sæson | Sæson | Sæson   | Sæson | Sæson | Sæson | Sæson | Sæson | Sæson | Sæson |
| Navn            | Skuespiller / skuespillerinde | Beskæftigelse                                         | 1       | 2     | 3     | 4     | 5     | 6       | 7     | 8     | 9     | 10    | 11    | 12    | 13    |
| --------------- | ----------------------------- | ----------------------------------------------------- | ------- | ----- | ----- | ----- | ----- | ------- | ----- | ----- | ----- | ----- | ----- | ----- | ----- |
| Aaron Hotchner  | Thomas Gibson                 | Unit Chief                                            | Main    | Main  | Main  | Main  | Main  | Main    | Main  | Main  | Main  | Main  | Main  | Main  |       |
| Derek Morgan    | Shemar Moore                  | Supervisory Special Agent                             | Main    | Main  | Main  | Main  | Main  | Main    | Main  | Main  | Main  | Main  | Main  | Gæst  |       |
| Spencer Reid    | Matthew Gray Gubler           | Supervisory Special Agent                             | Main    | Main  | Main  | Main  | Main  | Main    | Main  | Main  | Main  | Main  | Main  | Main  | Main  |
| Jennifer Jareau | AJ Cook                       | Supervisory Special Agent /Media Liaison              | Main    | Main  | Main  | Main  | Main  | Tilbage | Main  | Main  | Main  | Main  | Main  | Main  | Main  |
| Penelope Garcia | Kirsten Vangsness             | Technical Analyst                                     | Tilbage | Main  | Main  | Main  | Main  | Main    | Main  | Main  | Main  | Main  | Main  | Main  | Main  |
| David Rossi     | Joe Mantegna                  | Senior Supervisory Special Agent                      |         |       | Main  | Main  | Main  | Main    | Main  | Main  | Main  | Main  | Main  | Main  | Main  |
| Jason Gideon    | Mandy Patinkin                | Senior Supervisory Special Agent                      | Main    | Main  | Main  |       |       |         |       |       |       |       |       |       |       |
| Elle Greenaway  | Lola Glaudini                 | Supervisory Special Agent                             | Main    | Main  |       |       |       |         |       |       |       |       |       |       |       |
| Emily Prentiss  | Paget Brewster                | Supervisory Special Agent                             |         | Main  | Main  | Main  | Main  | Main    | Main  |       | Gæst  |       | Gæst  | Main  | Main  |
| Jordan Todd     | Meta Golding                  | Communications Liaison                                |         |       |       | Main  |       |         |       |       |       |       |       |       |       |
| Ashley Seaver   | Rachel Nichols                | FBI Cadet                                             |         |       |       |       |       | Main    |       |       |       |       |       |       |       |
| Alex Blake      | Jeanne Tripplehorn            | FBI Linguistics Expert / Supervisory Special Agent    |         |       |       |       |       |         |       | Main  | Main  |       |       |       |       |
| Kate Callahan   | Jennifer Love Hewitt          | Undercover Agent / Supervisory Special Agent          |         |       |       |       |       |         |       |       |       | Main  |       |       |       |
| Luke Alvez      | Adam Rodriguez                | Fugitive Task Force Agent / Supervisory Special Agent |         |       |       |       |       |         |       |       |       |       |       | Main  | Main  |

* Tilbage står for Tilbagevendende

### Persongalleri
- Aaron Hotchner, portrætteret af Thomas Gibson (sæson 1-nu), er enheden chef for BAU holdet. Hotchner er tidligere anklager og oprindelig var han en del af FBI Field kontor i Seattle. Han er en af de mest erfarne agenter i BAU. Han kæmper for at skabe balance mellem kravene fra sit job og sit familieliv, men hans kone Haley skilles i den tredje sæson af serien. Haley bliver senere dræbt af en seriemorder kendt som "The Reaper" i den femte sæson. Han har også en søn ved navn Jack, og en bror, som viste en gang i den første sæson af serien. Efter Haley blev myrdet, fik han forældremyndigheden over Jack. Haley søster hjælper ham med barnets pleje.
- David Rossi, portrætteret af Joe Mantegna (Sæson 3-nu), er Senior Supervisory Special Agent og er en meget erfaren profiler, der arbejdede i BAU i BAUs spæde barndom, derefter gik han på førtidspension for at skrive bøger og tage på foredragsturneer om kriminelle analyse, indtil han frivilligt vender tilbage kort efter SSA Jason Gideon afrejse. Han har været gift tre gange.
- Derek Morgan, portrætteret af Shemar Moore (sæson 1-nu), er Supervisory Special Agent og er en selvsikker, selvhævdende, og ofte hidsige karakter. Opdraget af en enlig mor sammen med to søstre, var Derek en urolig Chicago unge på vej ud i ungdomskriminalitet. Han blev reddet, og mentor af en mand, der er senere bliver anholdt for børnemisbrug; Morgan havde været en af hans ofre. Efter at have udviklet en interesse i fodbold, gik han Northwestern University på et stipendium. Herefter kom han til Chicago Police Department 's bomb squad, og derefter flyttet til BAU. Han har et særligt forhold til tekniske analytiker Penelope Garcia, og de to har en unik stenografi og drilleri. I sæsonen syvs "It Takes a Village," viser Morgan fuldstændig had mod Ian Doyle for at dræbe Prentiss, men da Prentiss vender tilbage, han har blandede følelser.
- Emily Prentiss, portrætteret af Paget Brewster (Sæson 2-nu), er Supervisory Special Agent. Hun er datter af ambassadør Elizabeth Prentiss. Efter SSA Elle Greenaway forlader BAU, dukker Prentiss op med papirer der tildeler hende til BAU. Emily er også flydende i flere sprog såsom arabisk og spansk, og har et praktisk kendskab i italiensk, det er afsløret, at Emily har mistet forståelsen af hendes andet kendte sprog, russisk. Hun bliver tilsyneladende dræbt, mens hun holdes som gidsel af Ian Doyle i sæsonen seks episode med titlen "Lauren", men i den sidste scene af episoden foreslås det, at hun overlevede hendes møde med Doyle. J.J. mødes med Prentiss på en café i Paris, hvor hun giver hende tre pas og en bankkonti til at starte et nyt liv i skjul fra Doyle. Den 28. maj 2011, blev det meddelt, at Brewster vil være tilbage som Prentiss som en af seriens faste medvirkende i næste sæson. I "It Takes a Village" hun vender tilbage, og det bliver vist, at hun elsker børn.
- Dr. Spencer Reid, portrætteret af Matthew Gray Gubler (sæson 1-nu), er Supervisory Special Agent. Han er det yngste BAU medlem. Han er et geni, der dimitterede fra et Las Vegas offentligt gymnasium i en alder af 12, og han har en Ph.d. i matematik, kemi og teknik, samt BA i psykologi og sociologi, og som af den fjerde sæson, der arbejder han på en BA i Filosofi. Det er blevet afsløret, at han har en IQ på 187, og har en fotografisk hukommelse. Reid blev medlem af FBI i 2004. De fleste af medlemmerne på holdet er intimideret af hans dybe viden. Han bliver sædvanligvis introduceret som "Dr. Reid", i modsætning til de andre agenter 'introduktioner som "Supervisory Special Agent". Formålet med dette, som forklaret af Hotchner i pilot episode, er at skabe et respektabelt første indtryk af Reid. Hans mor lider af skizofreni, og er i øjeblikket indlagt på en mental institution.
- Jennifer "JJ" Jareau, portrætteret af AJ Cook (Sæson 1-5; Sæson 6, 4 episoder; Sæson 7-nu), er en Supervisory Special Agent. I Sæson 1-5, fungerede hun som Media Liaison til det lokale politi. Hun dater William LaMontagne, en New Orleans politibetjent, og de har sønnen Henry sammen. I begyndelsen af den sjette sæson, blev Jareau tvunget til at tage en forfremmelse til Pentagon, hvilket er hendes afgang fra holdet, selvom enheden chef Hotchner udtrykte sit håb om, at hun vil vende tilbage til BAU i fremtiden. JJ returner i episoden med titlen "Lauren" for at hjælpe holdet med at finde Agent Prentiss. Hun vendte tilbage igen i sæsonen finalen for sjette sæson, før hun vendte tilbage som faste medvirkende igen i sæsonen syv, da Cook underskrevet en toårig aftale om at vende tilbage som en seriens faste medvirkende. Hun er nu en fuldtids profiler.
- Penelope Garcia, portrætteret af Kirsten Vangsness (Tilbagevendende sæson 1; Sæson 2-nu), er holdets tekniske analytiker. Hun blev medlem af Bureauet efter at have gjort opmærksom på sig selv ved ulovligt at få adgang til noget af deres udstyr, hun blev tilbudt et job i stedet for en fængselsstraf. Hun støtter normalt holdet fra hendes computer laboratorium på Quantico, men til tider slutter hun sig til dem på stedet, da hendes færdigheder kan bruges i marken. Hun har et flirtende forhold til SSA Morgan, deltager ofte i komiske drilleri af seksuelt orienteret karakter, når han ringer efter information. Hun blev engang skudt og næsten dræbt af en unsub, der lokkede hende på en date.
- Elle Greenaway, portrætteret af Lola Glaudini (Sæson 1, Sæson 2, episoder 1-6), var et Supervisory Special Agent. Greenaway var tidligere tilknyttet FBI Field kontor i Seattle, Washington, og bliver tildelt BAU som ekspert i seksuelt overgreb forbrydelser. Greenaway lider af ekstreme følelsesmæssige traumer efter at være blevet skudt af en uidentificeret unsub i sæsonen 1 cliffhanger. I åbningens episode af sæson to, overlever hun og vender tilbage til arbejdet, før end SSA Jason Gideon og Hotchner gerne vil se det. Adskillige episoder senere, mens hun er alene på overvågning af en formodet seriel voldtægtsmand, skyder hun manden med koldt blod. Det lokale politi finder det selvforsvar, men Gideon og Hotchner sætter spørgsmålstegn ved hendes evner som profiler efter denne. Hun fratræder, og overdrager hendes badge og hendes pistol til Hotchner, med erklæringen om, at dette er "ikke en indrømmelse af skyld."
- Jason Gideon, portrætteret af Mandy Patinkin (Sæson 1-2; sæson 3, episoder 1-2), var en Senior Supervisory Special Agent og er almindeligt kendt som den bedste BAU profiler. Efter en række følelsesmæssige sager, og mordet på hans ven Sarah i hans eget hus af en seriemorder, begynder han at føle sig udbrændt. Det sidste halmstrå er da Hotchner bliver suspenderet i to uger af holdets chef – en aktion, hvor Gideon føler sig ansvarlig. Han trækker sig tilbage i sin kahyt og efterlader et brev til Reid, som han ved, vil være den der komme for at kigge efter ham. Da Reid ankommer til hytten, er den tomt bortset fra brevet og Gideons badge og skydevåben. Gideon er sidst set tale med, en Nevada diner servitrice, hvor han siger, at han ikke ved, hvor han skal hen, eller hvordan han skal komme der hen, men når han kommer frem vil han vide det, så forlader han steder og kører af sted.
- Ashley Seaver, portrætteret af Rachel Nichols (sæson 6), var en FBI Cadet under uddannelse på FBI Academy i Quantico. Hun fulgte BAU for at hjælpe med undersøgelsen af mordene i et gated community. Hun blev valgt på grund af hendes unikke baggrund, hendes far var en rædselsvækkende seriemorder, der myrdede dusinvis af kvinder, før han blev fanget af BAU i øvrigt. I første omgang vil Hotchner gøre hende til en speciel, engangs-konsulent for BAU, men Rossi tillod hende at færdiggøre hendes tilbageværende træning med holdet, under tilsyn af SSA Prentiss. I "... Med venner som disse" bliver hun færdig uddannet fra Akademiet og blev føjet til holdet som en "prøve agent." Nichols kontrakt inkluderet ikke sæson syv, og hendes karakter forlod serien. I sæsonen syv premieren blev det afsløret, at Seaver blev overført til en anden enhed.

## Episoder
Otte komplette sæsoner af Criminal Minds er blevet sendt, med den niende sæson der startede den 25. september 2013. Pr. 6. maj 2015 har i alt 233 episoder været sendt.
| Sæson | Sæson | Episoder | Original sendedato | Original sendedato | DVD udgivelsesdato | DVD udgivelsesdato  | DVD udgivelsesdato | DVD udgivelsesdato |
| Sæson | Sæson | Episoder | Sæson premiere     | Sæsonfinale        | USA(R1)            | Storbritannien (R2) | Australien(R4)     | Diske              |
| ----- | ----- | -------- | ------------------ | ------------------ | ------------------ | ------------------- | ------------------ | ------------------ |
|       | 1     | 22       | 22. september 2005 | 10. maj 2006       | 28. november 2006  | 12. februar 2007    | 3. november 2007   | 6                  |
|       | 2     | 23       | 20. september 2006 | 16. maj 2007       | 2. oktober 2007    | 5. maj 2008         | 1. april 2008      | 6                  |
|       | 3     | 20       | 26. september 2007 | 21. maj 2008       | 16. september 2008 | 6. april 2009       | 18. marts 2009     | 5                  |
|       | 4     | 26       | 24. september 2008 | 20. maj 2009       | 8. september 2009  | 1. marts 2010       | 9. marts 2010      | 7                  |
|       | 5     | 23       | 23. september 2009 | 26. maj 2010       | 7. september 2010  | 28. februar 2011    | 2. marts 2011      | 6                  |
|       | 6     | 24       | 22. september 2010 | 18. maj 2011       | 6. september 2011  | 28. november 2011   | 30. november 2011  | 6                  |
|       | 7     | 24       | 21. september 2011 | 16. maj 2012       | 4. september 2012  | 26. november 2012   | 7. november 2012   | 6                  |
|       | 8     | 24       | 26. september 2012 | 22. maj 2013       | 10. september 2013 | N/A                 | N/A                | 6                  |
|       | 9     | 22       | 25. september 2013 | 14. maj 2014       | N/A                | N/A                 | N/A                | N/A                |
|       | 10    | 23       | 1. oktober 2014    | 6. maj 2015        | N/A                | N/A                 | N/A                | N/A                |
|       | 11    | 22       | 30. september 2015 | N/A                | N/A                | N/A                 | N/A                | N/A                |

## Spin-off
Spin-off serien debuterede den 16. februar 2011 på CBS, men blev aflyst efter en kort tretten episode sæson.

## Criminal Minds sendes i
- : AXN
- : Channel 7
- : ATV
- : Fransktalende del af Belgien : RTL-TVi (som Esprits Criminels) – Flanders : VT4
- : AXN
- : AXN
- : Fox Crime (På bulgarsk Престъпни намерения, Criminal Intentions)
- : CTV Two og/eller CTV
- : AXN
- : AXN
- : AXN
- : HRT 2 (På Kroatisk Zločinački umovi)
- : AXN (På tjekkisk Myšlenky zločince, Slovakisk Myšlienky vraha)
- : Kanal 5, Kanal 6
- : AXN
- : Fox Crime, TV3 (estisk Kurjuse kannul)
- : Nelonen (På Finsk Criminal Minds – FBI-tutkijat)
- : TF1 (På fransk "Esprits Criminels")
- : Sat.1
- : FX, ANT1, NET
- : AXN
- : Star World
- : RTE2
- : Yes Action (På hebraisk מחשבות פליליות, Criminal Thoughts)
- : RAI 2
- : WOWOW (I Japan クリミナル･マインド FBI行動分析課, "Criminal Mind: FBI Behavior Analysis Division")
- : AXN
- : AXN and Azteca 7 (På spansk Mentes Criminales)
- : FX (Mellemøsten og Nordafrika)
- : Veronica
- : TV One
- : TV2 og TV 2 Zebra (genudsendelser)
- : AXN
- : SIC
- : AXN
- : Fox Crime (På russisk "Мыслить как преступник" (Thinking like a criminal))
- : Fox Crime, Rts1 (serbiske "Злочиначки умови")
- : MediaCorp Channel 5
- : Kanal 5
- : 3 Plus TV (Language:GER) og RSI la1 (Language:ITA)
- : DiziMax, FOX
- : Sky LIVING
- : НТН (På ukrainsk Мислити як злочинець (Thinking like a criminal)), (НТН)
- : AXN